# Rajdowy Puchar Pokoju i Przyjaźni 1975
Rajdowy Puchar Pokoju i Przyjaźni 1975 kolejny sezon serii rajdowej Rajdowego Pucharu Pokoju i Przyjaźni (CoPaF) rozgrywanej w krajach socjalistycznych w roku 1975. Sezon ten składał się z sześciu rajdów i rozpoczął się 30 maja, a zakończył 14 grudnia, zwycięzcą został Polak Błażej Krupa, zespołowo wygrała drużyna ZSRR. 

## Kalendarz[1]
| Runda | Data               | Nazwa rajdu           | Baza rajdu        | Nawierzchnia | Zwycięzca           | Wyniki |
| ----- | ------------------ | --------------------- | ----------------- | ------------ | ------------------- | ------ |
| 1     | 30-31 maja         | 7. Rajd Volán         | Győr              | Asfalt       | Attila Ferjáncz     | Wyniki |
| 2     | 21-22 czerwca      | 6. Rajd Złote Piaski  |                   | Mieszana     | Andrzej Jaroszewicz | Wyniki |
| 3     | 11-13 lipca        | 35. Rajd Polski       | Wrocław           | Mieszana     | Andrzej Jaroszewicz | Wyniki |
| -     | 1-3 sierpnia       | Rajd Dunaju           | odwołany          | odwołany     | odwołany            | -      |
| 4     | 27-29 września     | 7. Rajd Tatr          | Poprad            | Asfalt       | Andrzej Jaroszewicz | Wyniki |
| 5     | 23-25 października | 18. Rajd Wartburga    | Eisenach          | Mieszana     | Błażej Krupa        | Wyniki |
| 6     | 8-14 grudnia       | 4. Rajd Russkaya Zima | Lwów-Kijów-Moskwa | Mieszana     | Błażej Krupa        | Wyniki |

1. ↑  Zwycięzcą klasyfikacji generalnej 6. Rajdu Złote Piaski był Włoch Fulvio Bacchelli, Andrzej Jaroszewicz w klasyfikacji generalnej zajął trzecie miejsce, a wygrał klasyfikację CoPaF
2. ↑  Zwycięzcą klasyfikacji generalnej 35. Rajdu Polski był Włoch Maurizio Verini, Andrzej Jaroszewicz w klasyfikacji generalnej zajął drugie miejsce, a wygrał klasyfikację CoPaF
3. ↑  Rajd został odwołany z powodu panującej w tym czasie w Rumunii klęski powodzi.

## Klasyfikacja kierowców[1][3]
| Miejsce | Kierowca            | VOL | BUL | POL | TAT | WAR | RUS | Pkt |
| ------- | ------------------- | --- | --- | --- | --- | --- | --- | --- |
| 1       | Błażej Krupa        | 3   | 5   | NU  | 2   | 1   | 1   | 150 |
| 2       | Ilija Czubrikow     | 4   | 2   | 2   | 3   | 2   | 2   | 144 |
| 3       | Andrzej Jaroszewicz | 18  | 1   | 1   | 1   | NU  | NU  | 124 |
| 4       | Stasys Brundza      | 5   | 13  | 4   | 5   | -   | 4   | 80  |
| 5       | Anatoliy Brum       | -   | -   | -   | -   | 10  | 6   | 78  |
| 6       | Kolu Chubrikov      | -   | -   | -   | -   | -   | -   | 60  |
| 7       | Yakov Agishev       | 12  | 10  | 6   | 11  | NU  | 7   | 59  |
| 8       | Attila Ferjáncz     | 1   | NU  | NU  | 6   | NU  | -   | 55  |
| 9       | Vlastimil Havel     | 14  | 7   | -   | -   | 3   | 18  | 48  |

## Klasyfikacja zespołowa[4][3]
| Miejsce | Zespół         | Punkty |
| ------- | -------------- | ------ |
| 1       | ZSRR           | 25     |
| 2       | Polska         | 20     |
| 3       | Czechosłowacja | 20     |
| 4       | NRD            | 20     |
| 5       | Bułgaria       | 17     |
| 6       | Węgry          | 7      |